# Felix Körber
Felix-Adrian Körber (* 8. Februar 1993) ist ein deutscher Fußballspieler. Der Torhüter spielte zuletzt für den 1. FC Heidenheim.

## Karriere
Felix Körber spielte in seiner Jugend für verschiedene baden-württembergische Vereine. Im Sommer 2011 kam er zum 1. FC Heidenheim, bei dem er zunächst für die zweite Mannschaft in der Verbandsliga spielte. Seit Sommer 2012 steht Körber im Profikader der Heidenheimer. In der Saison 2012/13 saß er mehrmals als Ersatztorhüter auf der Bank, kam jedoch nicht zum Einsatz. In der Folgesaison, an dessen Ende der Aufstieg des 1. FC Heidenheim in die 2. Bundesliga stand, saß er ebenfalls häufig auf der Bank. Am letzten Spieltag kam er zu seinem Profidebüt, als er kurz vor Spielende für Erol Sabanov eingewechselt wurde.